# Victor van der Haeghen
Victor Augustin Marie Antoine van der Haeghen (Gent, 26 september 1854 - aldaar, 3 mei 1916) was een Belgisch archivaris, archeoloog en historicus. Van 1882 tot 1916 stond het stadsarchief van Gent onder zijn beheer.

## Biografie
Victor van der Haeghen was een telg uit een Gentse drukkersfamilie. Hij was een zoon van Ferdinand Vanderhaeghen, hoofdconservator van de Gentse universiteitsbibliotheek en liberaal gemeenteraadslid van Gent. Hij trouwde met Mathilde Hesnault (1850-1932). Ze kregen vier zoons, die echter geen afstammelingen hadden, en een dochter, Renée van der Haeghen (1882-1956), die trouwde met Victor Stas de Richelle (1875-1928), zoon van Victor Stas de Richelle (1836-1886), burgemeester van Bottelare, en kleinzoon van ridder Bernard Stas de Richelle.
Hij behaalde de diploma's van graduaat in de letteren (1872) en doctor in de rechten (1876) aan de Rijksuniversiteit Gent. Hij schreef zich in als advocaat aan de balie van Gent, maar oefende het beroep nooit uit. In 1879 behaalde hij het diploma van doctor in de wijsbegeerte en letteren aan de Université de Liège. Vervolgens schreef hij zich in aan de universiteiten van Heidelberg, Leipzig en Berlijn en volgde hij ook colleges aan de Sorbonne, het Collège de France en de École nationale des chartes in Parijs. Hij behaalde verder de diploma's van kandidaat in de leergang van paleografie aan de Gentse universiteit (1884) en speciaal doctor in de wijsbegeerte aan de Luikse universiteit (1886).
In 1882 werd van der Haeghen in opvolging van Edmond De Busscher stadsarchivaris van Gent. Hij ordende het ancien régime-archief van de stad, wat in 1896 resulteerde in de uitgave van zijn Inventaire des archives de la ville de Gand. Catalogue méthodique général. Zijn loopbaan aan de Gentse universiteit begon in 1890 als docent middeleeuwse paleografie. Vanaf 1891 hield hij er een vrije leergang over bibliografie. Hij ging echter nooit op aanvragen van studenten in en doceerde het nooit.
Het grootste deel van zijn onderzoek wijdde hij aan de geschiedenis van zijn geboortestad Gent. Hij was ook een verdediger van het cultureel patrimonium in de stad. Ook promootte hij samen met Paul Bergmans en Armand Heins de Inventaire archéologique de Gand, waarvan hij het idee op het Archeologisch en Historisch Congres van Gent in 1896 ontwikkelde. Verder was hij:
- lid en secretaris van de Commissie van Monumenten van Gent,
- stichtend-lid en ondervoorzitter (1911) van de Geschied- en Oudheidkundige Kring van Gent,
- lid (1900) van de Académie royale d'archéologie de Belgique.